# Brian May & Kerry Ellis Tour 2014
Brian May & Kerry Ellis Tour 2014 – trzecia wspólna europejska trasa koncertowa Briana Maya i Kerry Ellis.

## Program koncertów
1. Intro
2. „I (Who Have Nothing)”
3. „I Loved a Butterfly”
4. „Dust in the Wind”
5. „Born Free”
6. „Somebody to Love”
7. „Tell Me What You See”
8. „Nothing Really Has Changed”
9. „The Way We Were”
10. „Something”
11. „So Sad”
12. „'39”
13. „The Kissing Me Song”
14. „I’m Not That Girl”
15. „If I Loved You”
16. „Last Horizon”
17. „Is This The World We Created?”
18. „Tie Your Mother Down”

Bisy:
1. „No-One But You”
2. „We Will Rock You”
3. „Crazy Little Thing Called Love”

## Lista koncertów
1. 18 lutego 2014 – Stevenage, Anglia – Gordon Craig Theatre
2. 19 lutego 2014 – Buxton, Anglia – Opera House
3. 21 lutego 2014 – Scarborough, Anglia – Scarborough Spa
4. 22 lutego 2014 – Grantham, Anglia – Grantham Meires Leisure Centre
5. 23 lutego 2014 – Bath, Anglia – Theatre Royal
6. 25 lutego 2014 – Eastbourne, Anglia – Congress Theatre
7. 26 lutego 2014 – Southend, Anglia – Cliffs Pavililon
8. 16 marca 2014 – Moskwa, Rosja – Crocus City Hall
9. 18 marca 2014 – Ryga, Łotwa – Arēna Rīga
10. 21 marca 2014 – Mińsk, Białoruś – The Great Hall w Pałacu Republiki
11. 5 kwietnia 2014 – Valletta, Malta – St. George’s Square